# لورینا مک‌کنیت
لورینا ایزابل آیرن مک‌کنیت (به انگلیسی: Loreena Isabel Irene McKennitt) (زادهٔ ۱۷ فوریه ۱۹۵۷) خواننده، نوازنده و پیانیست کانادایی است. او ترانه‌هایی آمیخته از سبک سلتیک همراه با عصر جدید می‌سازد.

## زندگی‌نامه
مک‌کنیت در موردن، مانیتوبا به دنیا آمد و والدین وی، جک و آیرین مک‌کنیت از تبار ایرلندی و اسکاتلندی بودند.
لورینا در سال ۱۹۸۱ به استراتفورد، انترایو، جایی که هنوز هم در آنجاست، رفت و اولین آلبوم خود را با نام بنیادی * عرضه کرد. او پس از به نمایش درآوردن اولین اثر تولید شده توسط خودش به شهرت جهانی رسید، که شامل رانندگی به سوی سرمای زمستان * (۱۹۸۷)، رویاهای بی‌همتا * (۱۹۸۹), ملاقات * (۱۹۹۱)، نقاب و آینه * (۱۹۹۴), یک باغ زمستانی * (۱۹۹۵) و ''کتاب اسرار * (۱۹۹۷) بود. تک‌آهنگ رقص هنرپیشگان * موفقیت فراوانی برایش آورد، به طوری در بهار ۱۹۹۷ در بازار آمریکای شمالی به ضبط تلویزیونی رسید. تمام کارهای او تحت برچسب خودش یعنی جاده کوینلن * به ضبط رسیدند.
در سال ۱۹۹۵ ترانه سنتی Bonny Portmore را برای فیلم کوهپایه‌نشینان ۳ ساخت و باعث شد که آلبوم‌هایش به تعداد چشمگیری به فروش برسند.
در سال ۱۹۹۸ فاجعه‌ای برایش اتفاق افتاد و نامزد مک‌کنیت یعنی رونالد ریز و دو نفر دیگر به تصادفی در قایقرانی گرفتار شدند. او شدیداً تحت تأثیر این فاجعه قرار گرفت و پس از آن هیچ آلبوم جدیدی نساخت و گه‌گاهی کنسرت زنده اجرا می‌کرد.
موسیقی مک‌کنیت رسماً در موسیقی ورد/عصر جدید/کلتیک رده‌بندی می‌شود، علی‌رغم اینکه ظاهراً موسیقی سراسر جهان را دارا است. هر آلبوم دارای ترانه‌هایی از فرهنگ‌های متفاوت است و از این رو نمی‌توان آنها را دسته بندی کرد.

## دیسکوگرافی

### آلبوم‌ها
- بنیادی (۱۹۸۵)
- رانندگی به سوی سرمای زمستان (۱۹۸۷)
- رویاهای بی‌همتا (۱۹۸۹)
- ملاقات (۱۹۹۱)
- نقاب و آینه (۱۹۹۴)
- کتاب اسرار (۱۹۹۷)
- زنده در پاریس و تورنتو * (۱۹۹۹)
- یک تفکر کهن * (۲۰۰۶)
- رویای شب نیمه زمستان ۲۰۰۸

### ضبط‌های کوتاه‌تر
- یک باغ زمستانی:پنج ترانه برای فصل * (۱۹۹۵)
- زنده در سان فرانسیسکو * (۱۹۹۵)
- لغات و موسیقی * (۱۹۹۷)

### تک‌آهنگ‌ها
- رقص هنرپیشگان * (۱۹۹۷) (رتبه ۱۸ در فروش آثار آمریکایی)
- مارکو پولو * (۱۹۹۸)

### شوهای ویدئویی
- رقص هنرپیشگان * (۱۹۹۷)
- قوهای خوش‌سیما *

### سایر آثار
- سفر بی‌پایان * (دی‌وی‌دی نیم ساعتی حاوی زندگی‌نامه)